# Batería de Mesa Roldán
La batería de Mesa Roldán es una torre de vigilancia costera del tipo torre de pezuña o de herradura situada sobre el domo volcánico de Mesa Roldán, entre la punta de los Muertos y la punta de la Media Naranja, y junto al faro del mismo nombre, en el municipio de Carboneras, provincia de Almería, Andalucía, España. Código AL-CAS-004.
Fue construida en el siglo XVIII, en el año 1766, durante el reinado de Carlos III de España, sobre otra de origen árabe.

## Protección
Se encuentra bajo la protección de la Declaración genérica del Decreto de 22 de abril de 1949 y la Ley 16/1985 de 25 de junio (BOE número 155 de 29 de junio de 1985) sobre el Patrimonio Histórico Español. La Junta de Andalucía otorgó un reconocimiento especial a los castillos de la Comunidad Autónoma de Andalucía en 1993. Es Bien de Interés Cultural desde 1993.
Es de acceso libre.

## Galería

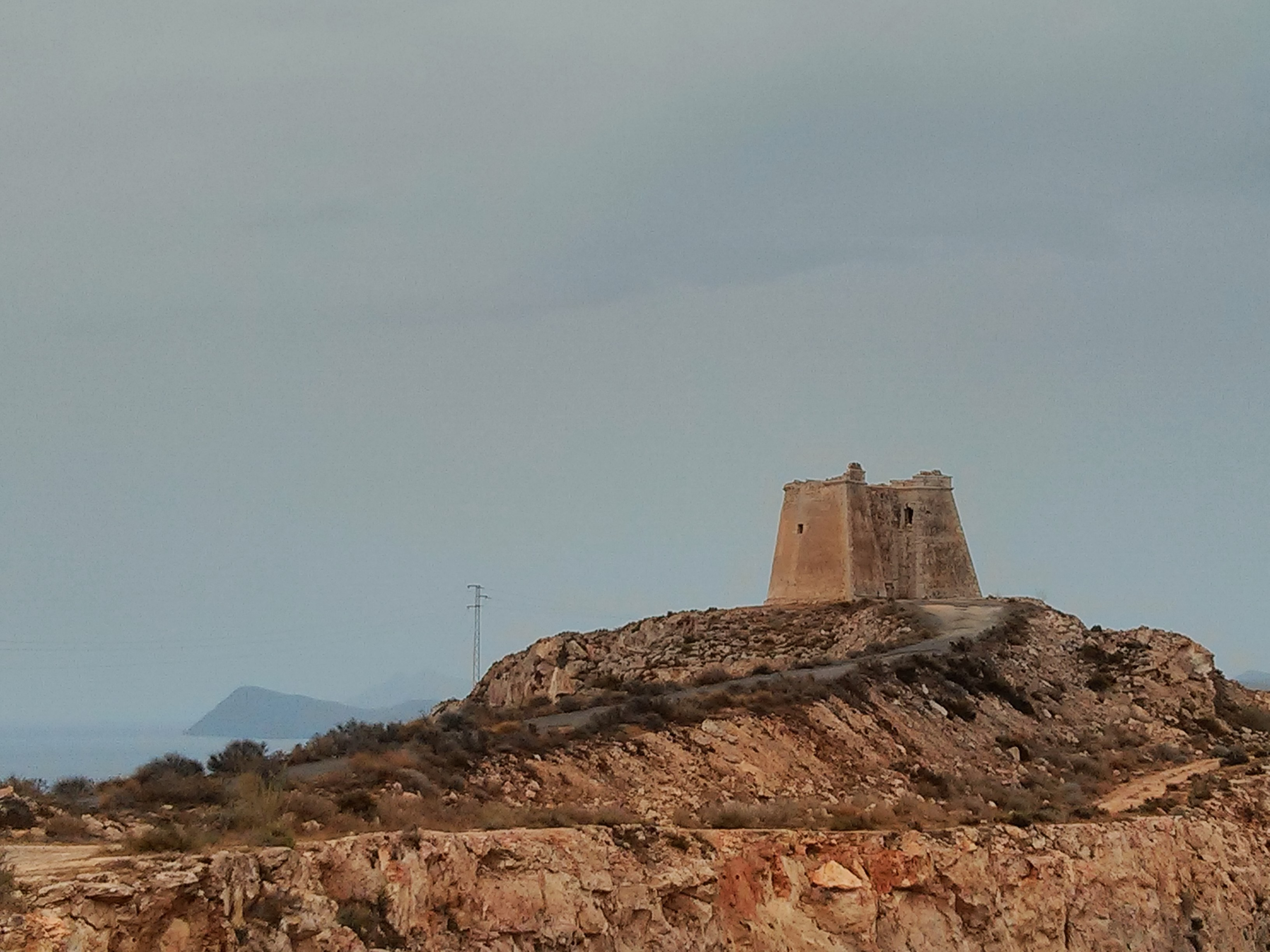
Vista desde el norte.
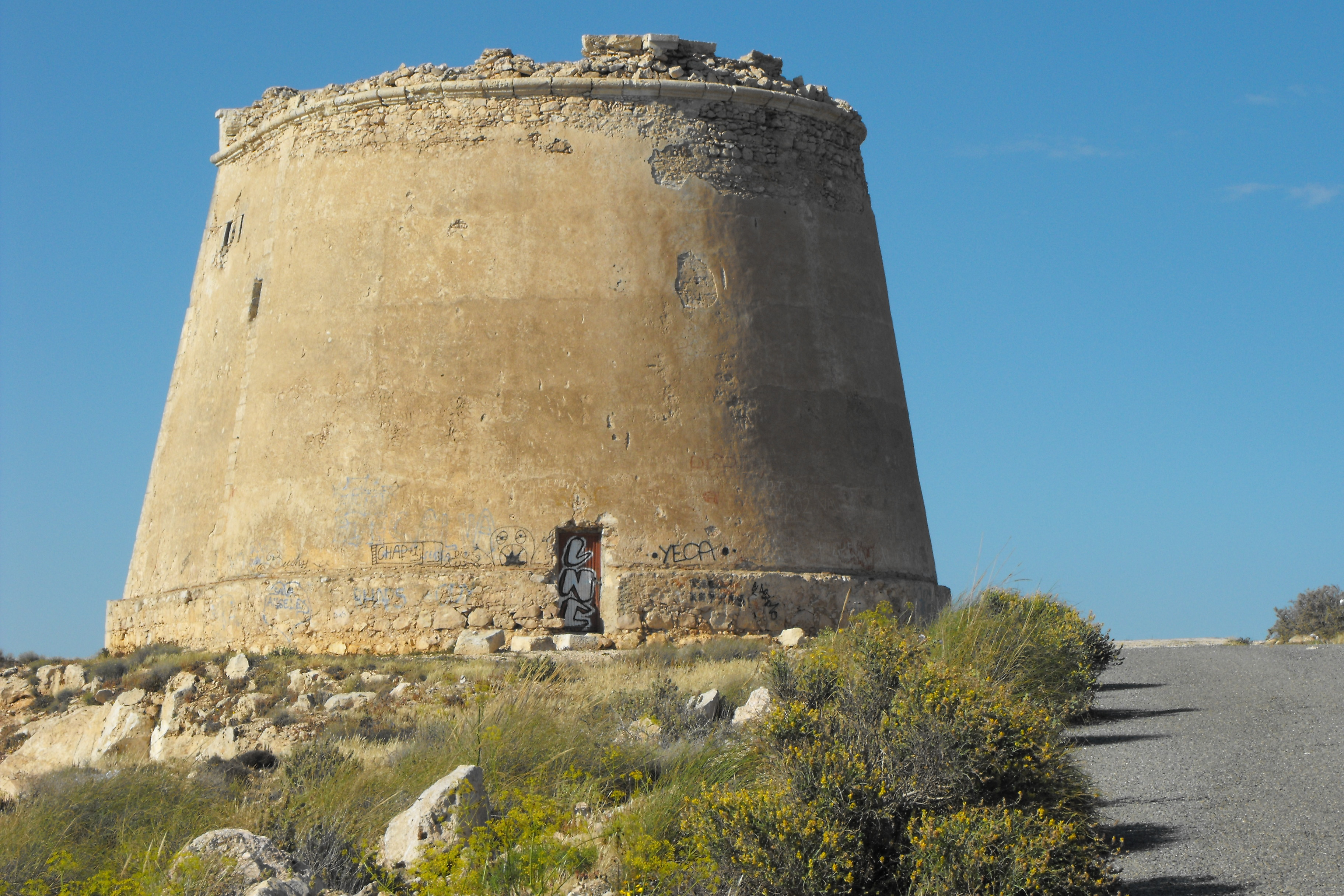
Vista desde el sur.